# Copa Estado de São Paulo 2002
In 2002 werden er twee competities gespeeld voor voetbalclubs uit de Braziliaanse staat São Paulo, die niet aantraden in de nationale competities. De competities werden georganiseerd door de FPF.
De Copa Futebol do Interior werd gespeeld van 6 september tot 8 december en werd gewonnen door São Bento. Deze competitie wordt als een alleenstaande competitie gezien en niet erkend als onder deel van de Copa Paulista de Futebol. 
De Copa Mauro Ramos, die gezien wordt als de derde editie van de Copa Paulista de Futebol, werd gespeeld van 5 oktober tot 8 december. Ituano werd kampioen. 

## Copa Futebol do Interior

### Eerste fase

#### Groep 1
| Plaats | Clu                | Wed. | W | G | V | Saldo | Ptn. |
| ------ | ------------------ | ---- | - | - | - | ----- | ---- |
| 1.     | Mirassol           | 14   | 8 | 3 | 3 | 26:20 | 27   |
| 2.     | Jaboticabal        | 14   | 8 | 2 | 4 | 26:18 | 26   |
| 3.     | Barretos           | 14   | 7 | 4 | 3 | 28:19 | 25   |
| 4.     | Inter de Bebedouro | 14   | 7 | 0 | 7 | 28:25 | 21   |
| 5.     | Bandeirante        | 14   | 6 | 2 | 6 | 23:17 | 20   |
| 6.     | Rio Preto          | 14   | 5 | 0 | 9 | 21:26 | 15   |
| 7.     | Noroeste           | 14   | 4 | 2 | 8 | 13:32 | 14   |
| 8.     | Francana           | 14   | 4 | 1 | 9 | 19:27 | 13   |

|  | Geplaatst voor tweede fase |

#### Groep 2
| Plaats | Clu                   | Wed. | W  | G | V  | Saldo | Ptn. |
| ------ | --------------------- | ---- | -- | - | -- | ----- | ---- |
| 1.     | Nacional              | 14   | 11 | 3 | 0  | 29:7  | 36   |
| 2.     | São Bento             | 14   | 10 | 1 | 3  | 38:18 | 31   |
| 3.     | Flamengo de Guarulhos | 14   | 7  | 1 | 6  | 26:19 | 22   |
| 4.     | Sertãozinho           | 14   | 6  | 4 | 4  | 28:19 | 22   |
| 5.     | Taubaté               | 14   | 5  | 3 | 6  | 22:18 | 18   |
| 6.     | Independente          | 14   | 5  | 1 | 8  | 21:28 | 16   |
| 7.     | XV de Jaú             | 14   | 3  | 3 | 8  | 13:25 | 12   |
| 8.     | União                 | 14   | 0  | 2 | 12 | 9:52  | 2    |

|  | Geplaatst voor tweede fase |

### Tweede fase
In geval van gelijkspel won de club met het beste resultaat in de groepsfase
|  | Halve finale | Halve finale | Halve finale |   |             | Finale | Finale | Finale |
|  |              |              |              |   |             |        |        |        |
|  | Jaboticabal  | 2            | 1            |   |             |        |        |        |
|  | Nacional     | 0            | 2            |   |             |        |        |        |
|  | Nacional     | 0            | 2            |   | Jaboticabal | 2      | 0      |        |
|  |              |              |              |   | Jaboticabal | 2      | 0      |        |
|  |              | São Bento    | 2            | 0 |             |        |        |        |
|  | Mirassol     | São Bento    | 2            | 0 | 3           | 1      |        |        |
|  | Mirassol     |              |              |   | 3           | 1      |        |        |
|  | São Bento    | 2            | 2            |   |             |        |        |        |

### Kampioen
| Copa Futebol do Interior de 2002 |
| Itu                              |
| -------------------------------- |
| SÃO BENTO Kampioen (1° titel)    |

## Copa Mauro Ramos

### Eerste fase

#### Groep 1
| Plaats | Clu              | Wed. | W | G | V | Saldo | Ptn. |
| ------ | ---------------- | ---- | - | - | - | ----- | ---- |
| 1.     | Santo André      | 6    | 4 | 1 | 1 | 10:4  | 13   |
| 2.     | Itanuo           | 6    | 3 | 1 | 2 | 9:7   | 10   |
| 3.     | Juventus         | 6    | 2 | 2 | 2 | 8:4   | 8    |
| 4.     | União Barbarense | 6    | 1 | 0 | 5 | 5:15  | 3    |

|  | Geplaatst voor tweede fase |

#### Groep 2
| Plaats | Clu         | Wed. | W | G | V | Saldo | Ptn. |
| ------ | ----------- | ---- | - | - | - | ----- | ---- |
| 1.     | Rio Branco  | 6    | 3 | 2 | 1 | 5:4   | 11   |
| 2.     | Ferroviária | 6    | 2 | 3 | 1 | 6:3   | 9    |
| 3.     | Matonense   | 6    | 2 | 1 | 3 | 7:9   | 7    |
| 4.     | Comercial   | 6    | 1 | 2 | 3 | 9:11  | 5    |

|  | Geplaatst voor tweede fase |

### Tweede fase
|  | Halve finale | Halve finale | Halve finale |   |        | Finale | Finale | Finale |
|  |              |              |              |   |        |        |        |        |
|  | Itanuo       | 1            | 3            |   |        |        |        |        |
|  | Rio Branco   | 0            | 0            |   |        |        |        |        |
|  | Rio Branco   | 0            | 0            |   | Itanuo | 5      | 0      |        |
|  |              |              |              |   | Itanuo | 5      | 0      |        |
|  |              | Santo André  | 1            | 2 |        |        |        |        |
|  | Ferroviária  | Santo André  | 1            | 2 | 1      | 0      |        |        |
|  | Ferroviária  |              |              |   | 1      | 0      |        |        |
|  | Santo André  | 1            | 1            |   |        |        |        |        |

### Kampioen
| Copa Mauro Ramos de 2002   |
| Itu                        |
| -------------------------- |
| ITUANO Kampioen (1° titel) |